# Lesotho i olympiska sommarspelen 2008
Lesotho i olympiska sommarspelen 2008 bestod av idrottare som blivit uttagna av Lesothos olympiska kommitté.

## Boxning
- Huvudartikel: Boxning vid olympiska sommarspelen 2008

| Tävlande              | Viktklass  | Sextondelsfinal          | Åttondelsfinal       | Kvartsfinal          | Semifinal            | Final                |
| Tävlande              | Viktklass  | Motståndare Resultat     | Motståndare Resultat | Motståndare Resultat | Motståndare Resultat | Motståndare Resultat |
| --------------------- | ---------- | ------------------------ | -------------------- | -------------------- | -------------------- | -------------------- |
| Emanuel Thabiso Nketu | Bantamvikt | Bruno Julie (MRI) L 8-17 | Gick inte vidare     | Gick inte vidare     | Gick inte vidare     | Gick inte vidare     |

## Friidrott
- Huvudartikel: Friidrott vid olympiska sommarspelen 2008

Förkortningar
- Noteringar – Placeringarna avser endast löparens eget heat
- Q = Kvalificerad till nästa omgång
- q = Kvalificerade sig till nästa omgång som den snabbaste idrottaren eller, i fältgrenarna, via placering utan att uppnå kvalgränsen.
- NR = Nationellt rekord
- N/A = Omgången ingick inte i grenen
- Bye = Idrottaren behövde inte delta i denna omgång

Herrar
Bana och landsväg
| Idrottare      | Gren    | Final    | Final     |
| Idrottare      | Gren    | Resultat | Placering |
| -------------- | ------- | -------- | --------- |
| Moses Mosuhli  | Maraton | DNF      | DNF       |
| Tsotang Maine  | Maraton | DNF      | DNF       |
| Clement Lebopo | Maraton | DNF      | DNF       |

Damer
Bana & landsväg
| Idrottare       | Gren    | Final    | Final     |
| Idrottare       | Gren    | Resultat | Placering |
| --------------- | ------- | -------- | --------- |
| Mamorallo Tjoka | Maraton | DNF      | DNF       |